# Zerpanotia
Zerpanotia là một chi bướm đêm thuộc họ Tortricidae.

## Các loài
- Zerpanotia zerpana Razowski & Wojtusiak, 2006